# Jaye Chapman
Pour les articles homonymes, voir Chapman.
Jaye Lawrence Chapman (né le 22 mai 1987 à Panama City, Floride, États-Unis) est un lanceur de relève droitier de la Ligues majeures de baseball.

## Carrière
Jaye Chapman est un choix de seizième ronde des Braves d'Atlanta en 2005. Il débute en ligues mineures dans l'organisation des Braves en 2006 et y demeure jusqu'à ce qu'il soit échangé avec Arodys Vizcaino aux Cubs de Chicago le 30 juillet 2012 contre Paul Maholm et Reed Johnson.
Chapman fait ses débuts dans le baseball majeur avec les Cubs le 4 septembre 2012.